# Národně-demokratická strana Německa (Německá demokratická republika)

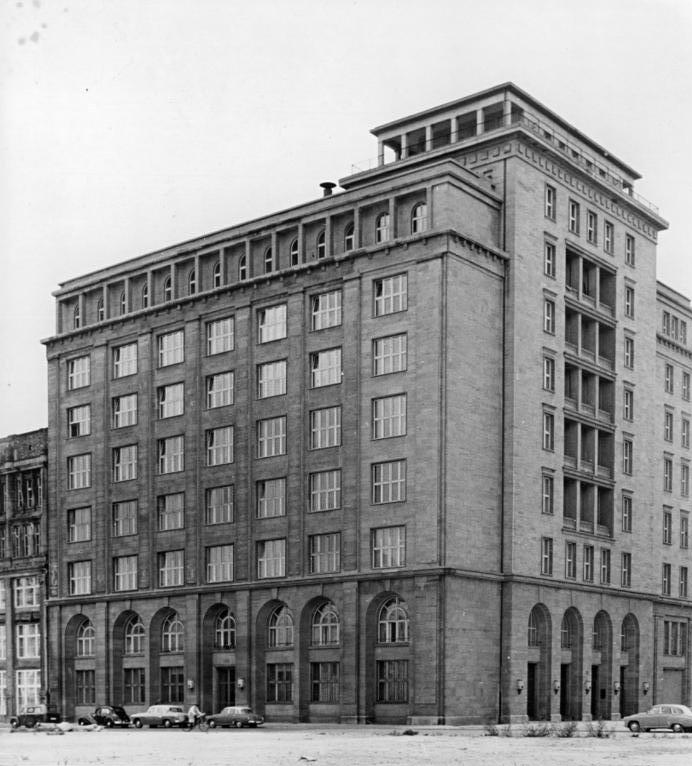
Sídlo NDPD v Berlíně (1959)

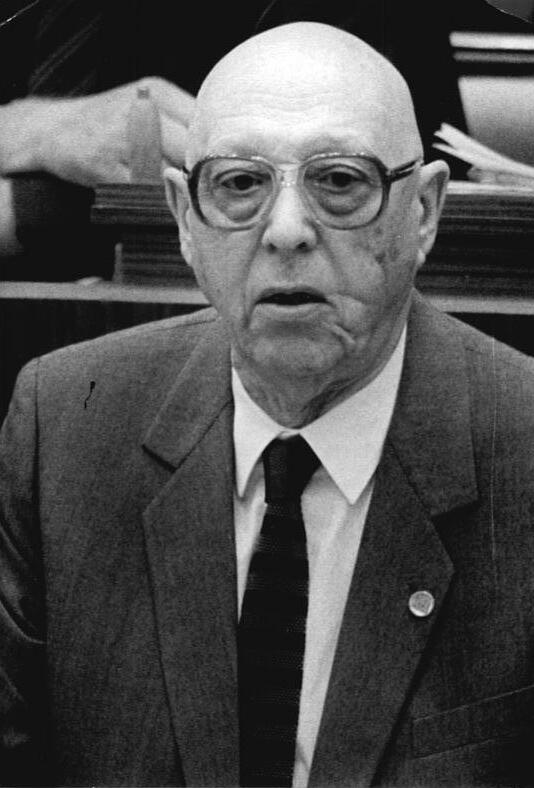
Předseda NDPD H. Homann (1986)

Národně-demokratická strana Německa (německy: National-Demokratische Partei Deutschlands) byla politická strana v Sovětské okupační zóně Německa, posléze v Německé demokratické republice, součást Národní fronty NDR. Vznikla po skončení denacifikace v květnu 1948 z iniciativy J. V. Stalina. Jejím úkolem bylo zapojit do politického života Východního Německa politicky nejasné jedince, především bývalé členy NSDAP a důstojníky Wehrmachtu. Prvním generálním tajemníkem strany se stal bývalý člen Komunistické strany Německa Lothar Bolz a místopředsedou bývalý člen NSDAP a důstojník Wehrmachtu Heinrich Homann, který se během války v sovětském zajetí stal členem Národního výboru svobodného Německa. Po odchodu L. Bolze roku 1972 zaujal funkci předsedy Homann a vykonával ji až do roku 1990.
V prvních svobodných východoněmeckých parlamentních volbách v březnu roku 1990 získala strana pouze 0,39 %. V srpnu téhož roku se sloučila se západoněmeckou FDP.

## Předsedové strany
| Od   | Do   | Jméno            |
| ---- | ---- | ---------------- |
| 1948 | 1972 | Lothar Bolz      |
| 1972 | 1990 | Heinrich Homann  |
| 1990 | 1990 | Wolfgang Glaeser |
| 1990 | 1990 | Wolfgang Rauls   |

## Členská základna
| Rok  | Počet členů |
| ---- | ----------- |
| 1949 | 17 000      |
| 1953 | 232 000     |
| 1975 | 80 000      |
| 1989 | 110 000     |